# Rochechouart
Rochechouart [ʁɔʃ(ə)ʃwaʁ] (okzitanisch Rechoard) ist eine französische Gemeinde mit 3637 Einwohnern (Stand 1. Januar 2022) im Département Haute-Vienne in der Region Nouvelle-Aquitaine.
Rochechouart ist Verwaltungssitz des Arrondissements Rochechouart und des Kantons Rochechouart. Der Name wird „Roschuar“ ausgesprochen.

## Geographie

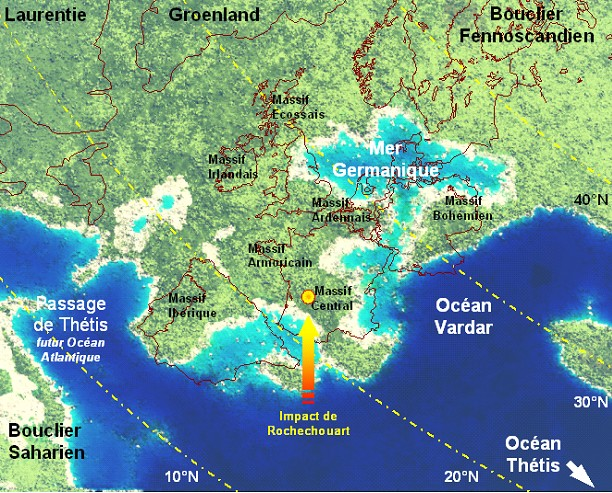
Impaktkrater Lageplan

Rochechouart befindet sich im Bereich des Kraters von Rochechouart-Chassenon, eines nach neuesten Erkenntnissen eines deutsch-französischen Forscherteams 200 Millionen Jahre alten Meteoritenkraters, der als solcher erst 1967 identifiziert wurde.
Die Stadt liegt am Ufer der Graine, die hier ihren linken Nebenfluss Veyres aufnimmt. An der nördlichen Gemeindegrenze verläuft der Fluss Gorre.

## Geschichte

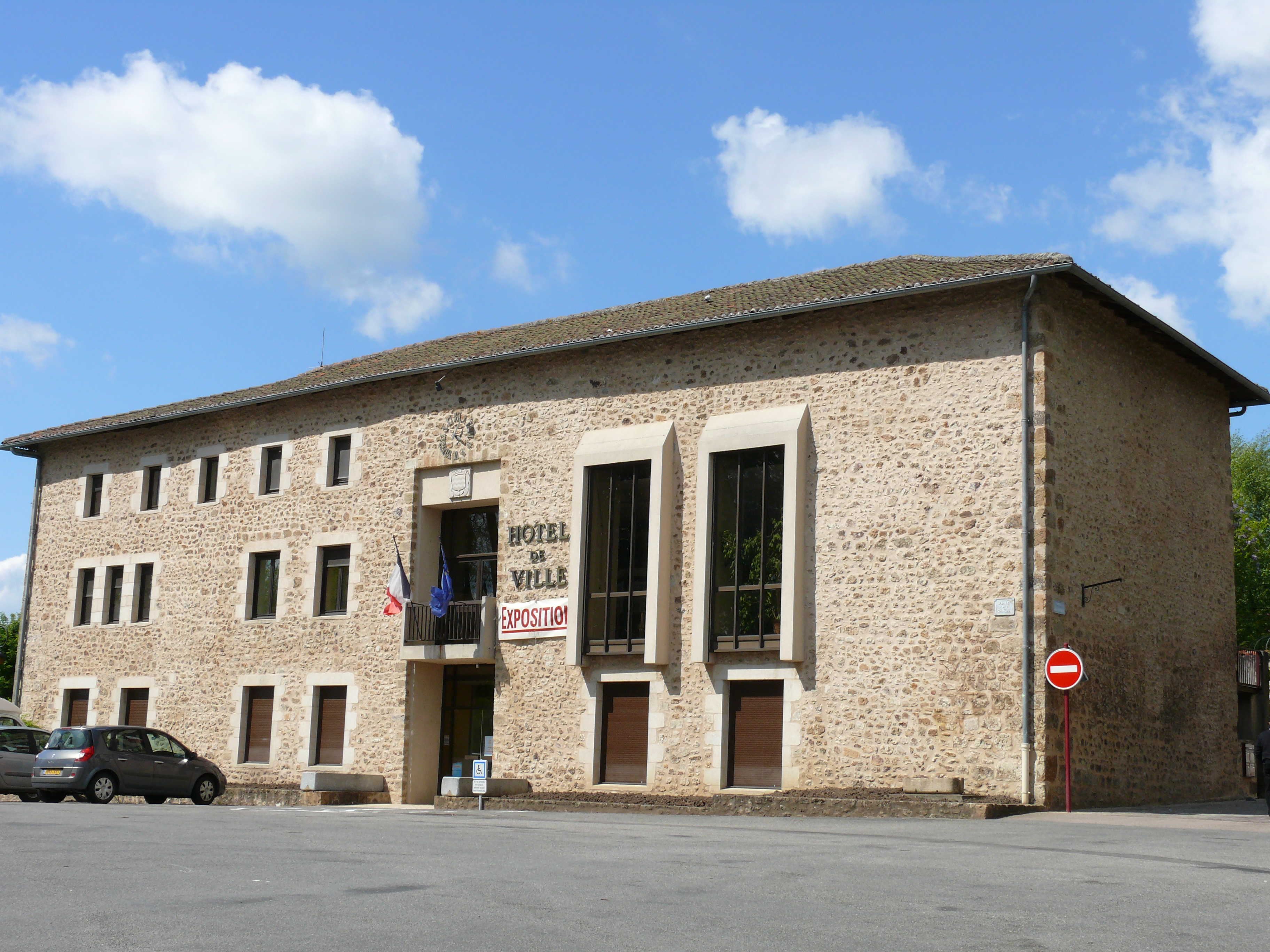
Hôtel de ville (Rathaus)

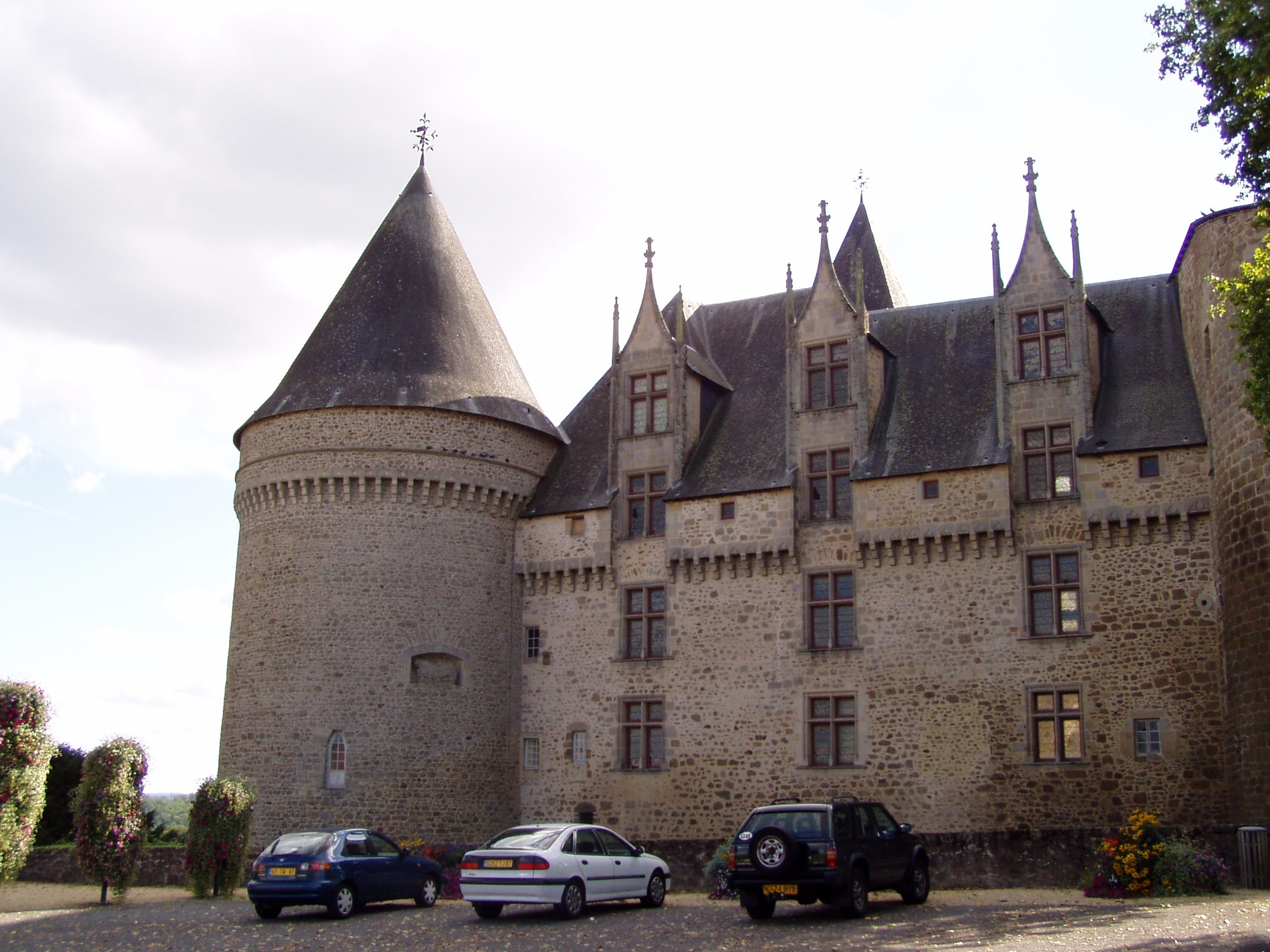
Schloss Rochechouart

Name:   Rochechouart ist aus Roca und Cavardus zusammengesetzt, der erste Teil bezeichnet einen leicht zu verteidigenden Felssporn, der zweite Teil ist der Name desjenigen Ritters, der hier um das Jahr 1000 eine Burg anlegte.
Die Stadt war 800 Jahre lang Sitz der Vizegrafen von Rochechouart. Das Wappen der Vizegrafen ist heute das Wappen der Stadt.
| Bevölkerungsentwicklung | Bevölkerungsentwicklung | Bevölkerungsentwicklung | Bevölkerungsentwicklung | Bevölkerungsentwicklung | Bevölkerungsentwicklung | Bevölkerungsentwicklung | Bevölkerungsentwicklung | Bevölkerungsentwicklung |
| ----------------------- | ----------------------- | ----------------------- | ----------------------- | ----------------------- | ----------------------- | ----------------------- | ----------------------- | ----------------------- |
| Jahr                    | 1962                    | 1968                    | 1975                    | 1982                    | 1990                    | 1999                    | 2006                    | 2011                    |
| Einwohner               | 4093                    | 4059                    | 4196                    | 4053                    | 3985                    | 3667                    | 3808                    | 3778                    |

## Sehenswürdigkeiten
- Kirche Saint-Sauveur: erbaut im 11. Jahrhundert
- Schloss Rochechouart: im 13. Jahrhundert erbaut
- Musée Départemental d'Art Contemporain: Im Museum, das sich im Schloss Rochechouart befindet, ist auch der Nachlass des österreichisch-deutschen Dadaisten Raoul Hausmann zu finden (Hausmann lebte von 1944 bis 1971 in Limoges)
- Regionaler Naturpark Périgord-Limousin: Rochechouart liegt im Regionalen Naturpark Périgord-Limousin

## Städtepartnerschaften
- Oettingen in Bayern, Deutschland